# Josep Prat i Delorta
Josep Prat i Delorta   (Barcelona, 1730 - San Fernando, 22 de desembre de 1788) va ser un arquitecte català.
El seu pare va ser el mestre d'obra Pere Màrtir Prat, del qual se li suposa la vocació per l'arquitectura. Va estudiar al col·legi dels jesuïtes de Cordelles, i va formar part del gremi de Mestres de Cases i Molers de Barcelona. L'any 1774 es va esdevenir arquitecte acadèmica de mèrit de la Reial Academia de Belles Arts de San Fernando.
Des del 1763 se'l localitza a Tarragona, i fou en aquesta ciutat i altres ciutats del voltant on desenvolupà bona part de la seva carrera i on trobem el gruix de les seves obres. A partir de 1785, però, es trasllada fins a San Fernando, a Cadis, cridat per Vicente Ignacio Imperial Digueri, amb l'encàrrec d'esdevenir mestre major de totes les obres que s'estaven realitzant en aquesta nova població. En paral·lel, Prat va substituir durant un temps a Miguel de Olivares com a mestre d'obra en la construcció de la catedral de Cadis.
Prat i Delorta va tenir un paper de frontissa entre dues maneres de concebre l'arquitectura. D'una banda, provenia d'una tradició barroca i gremial, per acabar abraçant una nova manera de fer, fortament academicista i professionalitzada, sota l'empara de l'Acadèmia de San Fernando.

## Obres
Aquestes serien les seves principals obres:
- Capella de Santa Tecla de la Catedral de Tarragona (1760-1775)
- Remodel·lació de la façana de la Casa Castellarnau de Tarragona (1766)
- Col·laboració en la nova catedral de Lleida (1772)
- Projecte per a una nova duana de Tarragona (1772)
- Projecte per a l'adeqüació del port de Tarragona (1777)
- Col·laboració en la construcció de la catedral de Cadis (sense data)

Pel que sembla, Prat també participà en la definició i el disseny de l'estructura urbana de Sant Carles de la Ràpita, juntament amb els seus fills Antoni Prat i Magrans i Josep Prat i Magrans.